# أبراهيم كامل
أبراهيم كامل (9 سبتمبر 1988 ببغداد في العراق - ) هو لاعب كرة قدم عراقي في مركز الوسط. شارك مع منتخب العراق لكرة القدم. أما مع النوادي، فقد لعب مع نادي الطلبة ونادي القوة الجوية ونادي النصر ونادي النفط.

## وصلات خارجية
- أبراهيم كامل على موقع قاعدة بيانات كرة القدم.إي يو (الإنجليزية)
- أبراهيم كامل على موقع ناشيونال فوتبول تيمز (الإنجليزية)
- أبراهيم كامل على موقع كووورة